# Ceolwald
Ceolwald - przypuszczalny Król Mercji około 716 r.
Król Ceolred z Mercji, wnuk Pendy, zmarł w 716 r. Według większości list królów Mercji, następcą Ceolreda został Aethelbalda, który nie był potomkiem Pendy. Jednak w jednej wersji list z Katedry w Worcesterze Ceolred został zastąpiony przez Ceolwalda.
Na podstawie podobieństwa ich imion uważa się, że Ceolwald był bratem Ceolreda, a zatem ostatnim z bezpośrednich potomków Pendy, który rządził w Mercji.
Ceolwald mógł być królem tylko przez krótki czas, ponieważ wydaje się, że Aethelbald został królem w roku śmierci Ceolreda.